# Chalishevia cothurnata
La chalishevia (Chalishevia cothurnata) è un rettile estinto appartenente agli arcosauriformi. Visse nel Triassico medio (Ladinico, circa 240 milioni di anni fa) e i suoi resti fossili sono stati ritrovati in Russia.

## Descrizione
Questo animale è noto per resti molto incompleti, sufficienti tuttavia a ipotizzare una ricostruzione grazie al raffronto con fossili di animali simili più conosciuti. Chalishevia doveva essere un rettile di grosse dimensioni, lungo circa 2 metri, dagli arti massicci e relativamente corti ma dalla postura semieretta. Il cranio doveva essere grande in relazione al corpo, e la parte anteriore del muso doveva essere incurvata verso il basso. L'aspetto doveva essere molto simile a quello di Shansisuchus, rinvenuto in Cina, in particolare la regione nasale era estremamente simile nei due animali; altre caratteristiche craniche (principalmente la fossa antorbitale) sembrerebbero distinguere le due forme. 

## Classificazione

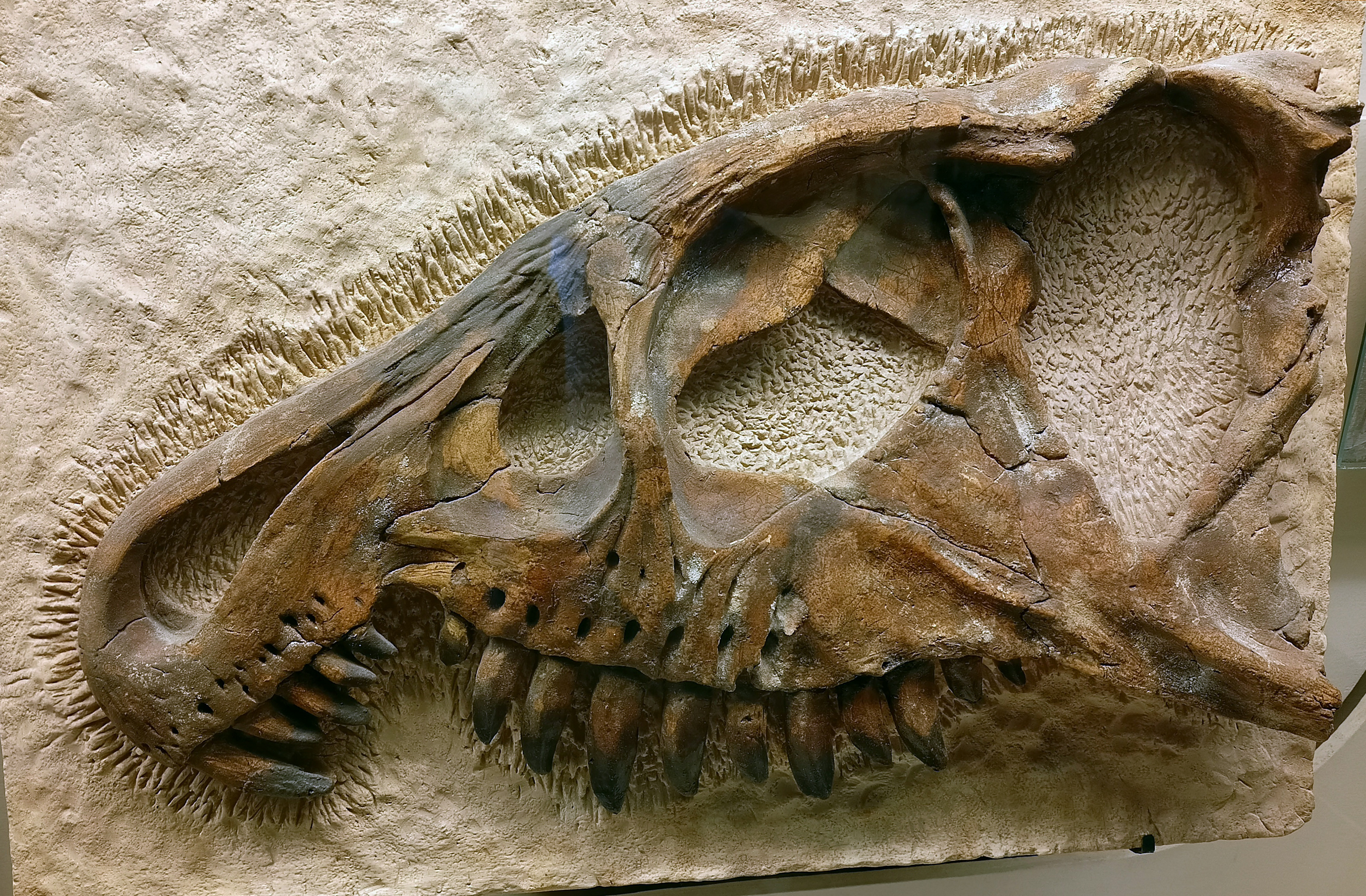
Cranio di Chalishevia cothurnata

Questo animale è stato descritto per la prima volta nel 1980 da Ochev, grazie a resti fossili ritrovati in strati del Triassico medio della Russia europea. I fossili indicano che Chalishevia era un rappresentante degli eritrosuchidi, un gruppo di grandi arcosauriformi predatori molto diffusi nel corso del Triassico medio.